# Terminus post quem
En arqueología, filología y otras disciplinas, cuando se requiere estimar la fecha o datación relativa de un objeto, los expertos se valen de diversos métodos que tienen por finalidad establecer un lapso delimitado por fechas. 
El término post quem es la fecha más antigua o lejana de la aparición de un objeto o fenómeno.
El término ante quem es la fecha más nueva o cercana de la aparición de un objeto o fenómeno.
Por ejemplo, la obra jurídica latina Consultatio veteris cuiusdam iurisconsulti (un libro que transmite la visión vulgarista que se tenía en el siglo VI en Occidente de varias figuras jurídicas clásicas) se sitúa comúnmente entre la publicación del Código Teodosiano (año 439, que sería el término post quem) y la publicación de la Lex romana wisigothorum (año 506, que sería el término ante quem).

## Estratigrafía
En estratigrafía, se utilizan los conceptos terminus post quem y terminus ante quem.

### Terminus post quem
Un objeto fechable, como una moneda u otro hallazgo, como una muestra de radiacarbono procedente de un estrato o una estructura, sólo da la fecha en la que o después de la que el estrato o la estructura fueron depositados, es decir, el llamado terminus post quem. De ello se sigue que en cualquier estrato sellado continuo en el que existen un determinado número de hallazgos con diversas fechas, la fecha del objeto más reciente es la que proporciona el terminus post quem. Debe tenerse la seguridad de que el objeto no es intrusivo (...) si hay alguna duda, (...) el objeto debe desecharse como elemento de datación (...).
Philip Barker, Techniques of Archaeological Excavation

### Terminus ante quem
La importancia del terminus ante quem se hace evidente cuando estructuras o estratos son cubiertos o cortados por elementos posteriores. Los elementos posteriores ofrecen un terminus ante quem (es decir, una fecha antes de la cual los elementos anteriores deben haberse depositado) para todos aquellos elementos que puedan mostrarse como anteriores. Por ejemplo, si una serie de estratos está sellada por un mosaico indudablemente del siglo IV d. C., entonces, todos los estratos bajo él deben ser del siglo IV o anteriores. Del mismo modo, si un muro puede fecharse por sí mismo, digamos por las características edilicias, entonces, todos los estratos que han sido cortados por la cimentación del muro reciben gracias a éste un terminus ante quem. Por tanto, si puede demostrarse que el muro es de la época normanda, los estratos sean normandos o anteriores. Pero pueden ser de época sajona o del Paleolítico.
Philip Barker, Techniques of Archaeological Excavation

- Datos: Q1102542